# Pe câmpul de luptă (Star Trek: Deep Space Nine)
„Pe câmpul de luptă” (titlu original: „Battle Lines”) este al 13-lea episod din primul sezon al serialului TV american științifico-fantastic Star Trek: Deep Space Nine. A avut premiera la 25 aprilie 1993.
Episodul a fost regizat de Paul Lynch după un scenariu de Richard Danus și Evan Carlos Somers bazat pe o poveste de Hilary J. Bader.

## Prezentare
Liderul spiritual al Bajoranilor, Kai Opaka, face o călătorie împreună cu Benjamin Sisko în Cuadrantul Gamma, dar cei doi rămân blocați pe o planetă unde morții sunt readuși la viață. 

## Actori ocazionali
- Camille Saviola - Kai Opaka
- Paul Collins - Zlangco
- Jonathan Banks - Shel-La